# Правительственное здание префектуры Гумма
Правительственное здание префектуры Гумма (яп. 群馬県庁舎 Гуммакентё:ся) — 154-метровый и 33-этажный небоскреб, расположенный по адресу 1-1-1 Отемати, город Маэбаси, префектура Гумма, Япония. Здание было построено 1 июня 1999 года. Самый высокий небоскрёб города Маэбаси и префектуры Гумма.